# Palais épiscopal de Saint-Flour
Le palais épiscopal de Saint-Flour est un ancien palais épiscopal situé à Saint-Flour, dans le département du Cantal.

## Historique
Fondé en 1317, l'évêché établit son siège dans le château de Brezons, datant du XIe siècle, dont les murs de la salle capitulaire actuelle sont encore témoins. Au XVIIe siècle, l'architecte Jean Le Noir entreprend la construction d'un nouveau palais épiscopal, remplaçant le reste du bâtiment. Au XVIIIe siècle, une cour néoclassique est ajoutée, encadrée par un imposant portail monumental.

## Description
À l'intérieur, quelques éléments de décoration d'origine subsistent, tels que l'escalier tournant à quatre noyaux, la balustrade en pierre et quelques boiseries. La chapelle de l'évêque présente un plafond peint du XIXe siècle intégrant des représentations de paysages et de personnages locaux, inspiré de la Renaissance italienne.
Le bâtiment héberge à la fois l'hôtel de ville et le musée de la Haute-Auvergne.

## Protection
L'évêché en totalité est inscrit au titre des monuments historiques par arrêté du 9 avril 2001.